# Louis de Courmont
Pour les articles homonymes, voir Courmont.
Jean-Baptiste de Courmont, dit Louis de Courmont, né le 25 août 1828 à Blismes, où il est mort le 27 décembre 1900, est un poète et dramaturge français. Il est l'auteur de pièces de théâtre et de recueils de poésie en français et en morvandiau.

## Biographie
Louis de Courmont est né au lieu-dit Vaumery, dans la commune de Blismes, de l'union de Jean de Courmont, forgeron, et d'Anne Sirop. Dès son plus jeune âge, il montre de l'intérêt pour la musique, le dessin et la poésie. Il poursuit ses études à Château-Chinon et Corbigny. Il devient ensuite militaire, puis précepteur à Luzy. Il rencontre Ernest de Sermizelles, bibliophile érudit, qui l'invite à étudier l'anglais et l'italien.
En 1860, il entre dans l’administration parisienne, où il est attaché à la préfecture de l'ancien département de la Seine. Il s'occupe également de l'approvisionnement durant le siège de Paris de 1870. Il devient ensuite inspecteur principal des perceptions municipales. Il prend sa retraite en 1892 et se retire dans sa villa « Les Horizons » (dont les portes de fer portent encore ses initiales) dans son village natal. En 1896, il est élu maire de Blismes, où il entreprend de nombreuses réalisations encore visibles aujourd’hui.
À sa mort, il est, selon sa volonté, est inhumé dans son jardin sous un granite brut entouré de chênes et de houx.

## Extrait des «Boutades de Musculus» dans lesFeuilles au Vent
XXXI
Ce ne sont pas les chapeaux
Les plus beaux
Qui couvrent toujours les têtes
Les moins bêtes.
- Cela dit, moi j'aime mieux
Un beau gros gibus neuf qu'un vieux.
XXXII
Lorsque Dieu fabriqua, jadis, l'Homme à sa guise
Il fut, dit-on, content de lui :
Je voudrais bien que l'on me dise
Si cet homme était fait comme ceux d'aujourd'hui ?
XXXIII
Si la sottise est ta marraine,
Ne t'en mets pas en peine :
Tu rencontreras en chemin
Bien des frères amis pour te donner la main.

## Hommages
- Stèle commémorative sur la Promenade autour du calvaire de Château-Chinon.

## Musique
- Georges Bizet, Rêve de la bien-aimée, sur une poésie de Louis de Courmont.